# 马塞尔·帕尼奥尔广场

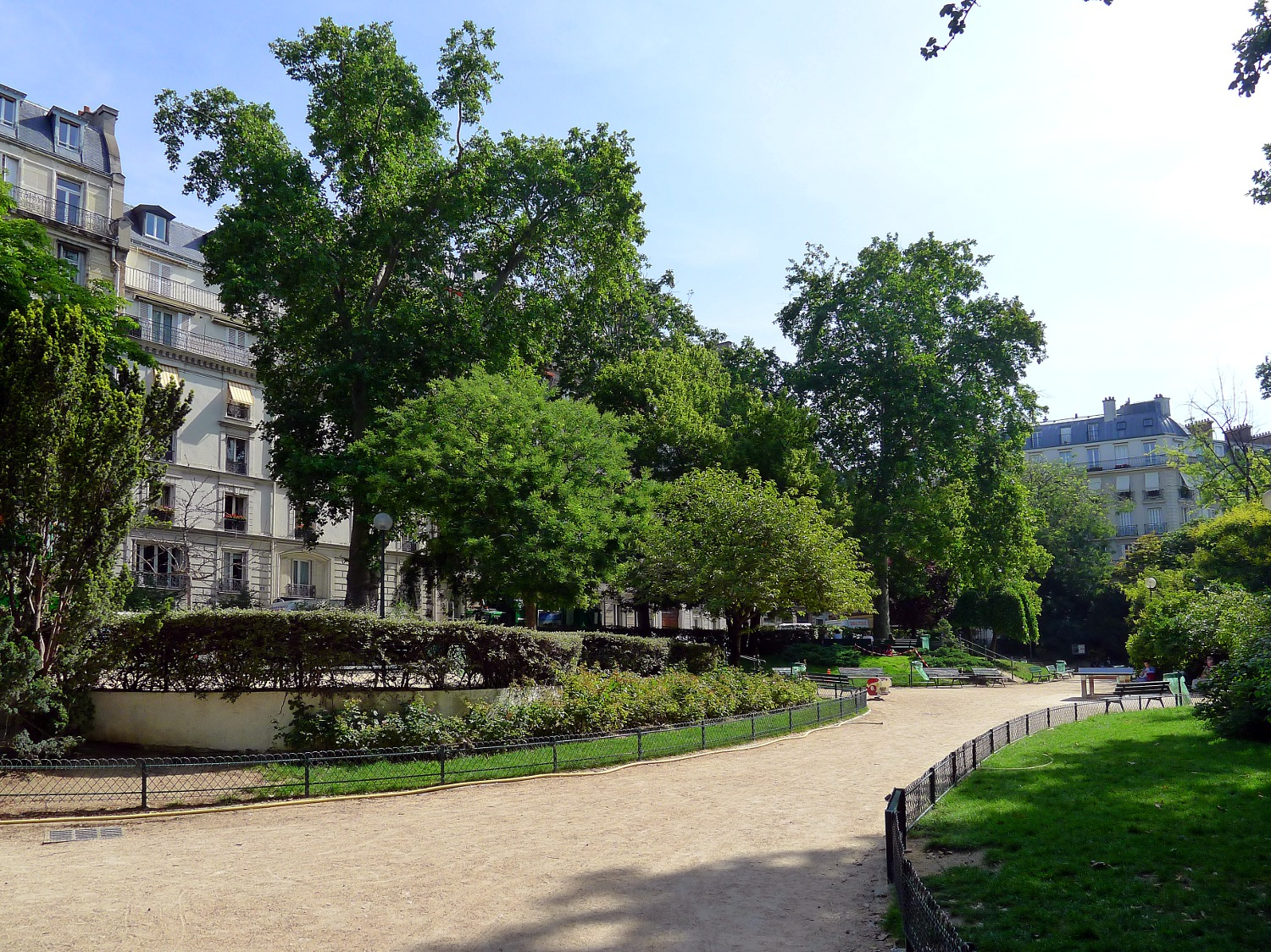

马塞尔·帕尼奥尔广场（Square Marcel-Pagnol）是巴黎第八区的一个广场。毗邻亨利·柏格森广场（place Henri-Bergson）和 rue de Laborde。
马塞尔·帕尼奥尔广场附近的地铁站是圣奥古斯丁站（9号线）.

## 名称
马塞尔·帕尼奥尔广场得名于法国 écrivain français 马塞尔·帕尼奥尔 (1895-1974).

## 建筑
广场上的 Paul Déroulède (1846-1914)雕塑出自保罗·兰多斯基之手。